# Ralf Mackenbach
Ralf Mackenbach (ur. 4 października 1995 w Beście) – holenderski fizyk, były piosenkarz i tancerz. Zwycięzca 7. Konkursu Piosenki Eurowizji Junior (2009).

## Życiorys
Urodził się w Beście w Brabancji. Ma starszych braci, Ricka i Roela. W 2009 zaczął uczęszczać na zajęcia taneczne do akademii tańca Lucii Marthas w Amsterdamie. Uczył się aktorstwa w Centrum Sztuki w Eindhoven.
W 2019 ukończył studia magisterskie z fizyki stosowanej na Uniwersytecie Technicznym w Eindhoven.

## Kariera
Zagrał główną rolę w musicalu Tarzan oraz postać Bryczka w musicalu Piękna i Bestia. 21 listopada 2009 wystąpił w barwach Holandii w finale 7. Konkursu Piosenki Eurowizji Junior organizowanym w Kijowie. Za wykonanie utworu „Click Clack” zdobył łącznie 121 punktów, dzięki czemu zajął pierwsze miejsce i wygrał konkurs.
W 2011 uczestniczył w czwartej edycji programu Sterren Dansen op het IJs (2011) i był jurorem w drugiej edycji programu My Name Is... (2011). W 2012 podawał głosy dziecięcego jury podczas 10. Konkursu Piosenki Eurowizji Junior.
W 2019 był jurorem w programie All Together Now.
11 grudnia 2022 wystąpił w występie interwałowym jubileuszowego 20. Konkursu Piosenki Eurowizji Junior z piosenką „Click Clack” jako poprzedni zwycięzca konkursu w 2009.

## Dyskografia

### Albumy
| Rok  | Dane dot. albumu                                                            | Najwyższa pozycja na liście |
| Rok  | Dane dot. albumu                                                            | NLD                         |
| ---- | --------------------------------------------------------------------------- | --------------------------- |
| 2010 | Ralf - Wydany: 24 września 2010 - Wytwórnia: EMI - Format: CD               | 10                          |
| 2011 | Moving on - Wydany: 7 października 2011 - Wytwórnia: Cloud 9 - Formaty: CD  | 29                          |
| 2012 | Seventeen - Wydany: 31 października 2012 - Wytwórnia: Cloud 9 - Formaty: CD | 77                          |